# Tmesisternus pseudoviridescens
Tmesisternus pseudoviridescens är en skalbaggsart som beskrevs av Stefan von Breuning 1939. Tmesisternus pseudoviridescens ingår i släktet Tmesisternus och familjen långhorningar. Inga underarter finns listade i Catalogue of Life.